# Distretto di Mueang Samut Songkhram
Il distretto di Mueang Samut Songkhram (in thailandese: เมืองสมุทรสงคราม) è un distretto (amphoe) della Thailandia, situato nella provincia di Samut Songkhram, della quale è il capoluogo.